# Бакли, Уильям (высланный)
Уильям Бакли (англ. William Buckley; 1780, Чешир, Англия — 30 января 1856, Хобарт, Тасмания, Австралия) — английский заключённый, высланный из Англии в Австралию, где совершил побег и много лет прожил среди аборигенов, также известен как wild white man (рус. дикий белый человек).

## Биография
Родился в деревне Мартон графства Чешир у Элизы Бакли, в дальнейшем они переехали в Макклесфильд. Имел двух сестер и брата. Воспитывался дедом со стороны матери, в возрасте 15 лет отдан был в ученики каменщику. В возрасте 18 лет поступил на военную службу в ополчение, а годом позже — в регулярную Британскую армию, служил в пехоте. 
В 1799 году в Нидерландах его полк участвовал в сражении против Наполеона. Бакли был ранен и признан негодным к службе. Позже в Лондоне за соучастие в краже куска материи его приговорили к каторге на 14 лет и к ссылке для освоения новых земель в Новый Южный Уэльс.
Корабль «Калькутта» (HMS Calcutta) с высланным Бакли на борту отчалил из Англии в апреле 1803 года и в октябре того же года достиг берегов Австралии в районе современного Сорренто. 27 декабря 1803 года Бакли и несколько других заключённых совершили побег на лодке, обогнули бухту и пристали к берегу. Компаньоны Бакли отправились в сторону Сиднея, а он в одиночестве продолжил путь вдоль береговой линии залива.
В течение нескольких недель Бакли избегал контактов, но затем его, совсем обессилевшего от голода, встретила одна из групп аборигенов уатауронг, принявшая беглеца за возвратившегося из царства мёртвых соплеменника. С аборигенами Бакли прожил 32 года, выучившись у них приемам охоты, рыбной ловли, собирания кореньев и пр. Относились к нему с уважением, у него было, по крайней мере, две жены-аборигенки и одна дочь.

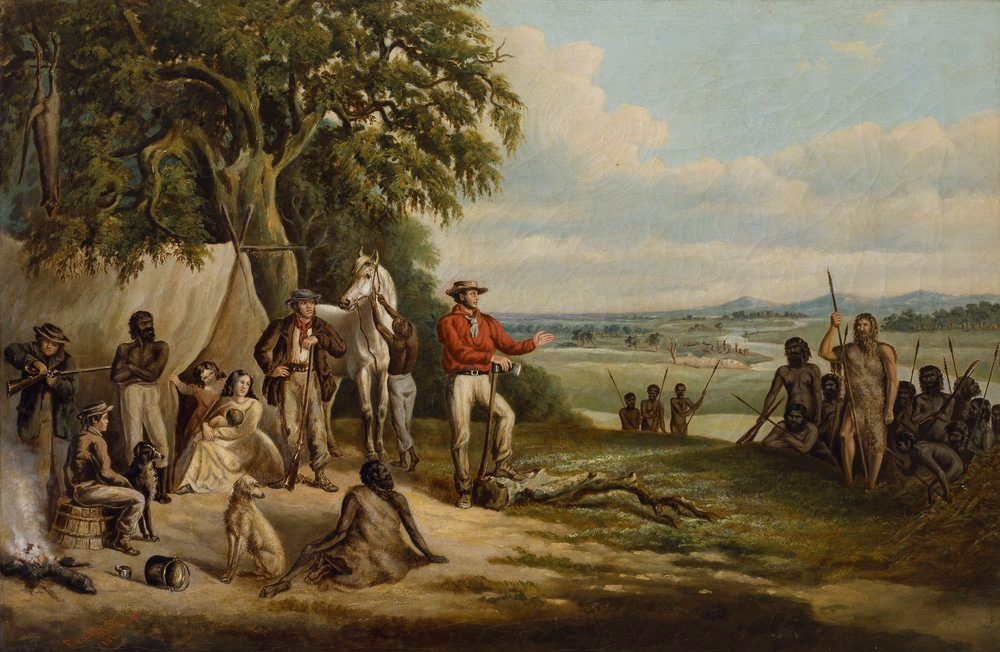
Фредерик Уильям Вудхауз. Встреча первых поселенцев с Бакли, 1861

6 июля 1835 года Бакли появился в месторасположении лагеря Ассоциации Порт-Филлип Джона Бэтмана в сопровождении аборигенов. Сначала он заявил, что он солдат, потерпевший кораблекрушение, но несколько дней спустя рассказал правду. В сентябре того же года ему было даровано помилование лейтенант-губернатором Земли Ван-Димена сэром Джорджем Артуром.
С 1836 года Бакли вернулся к западной культуре. Около года был переводчиком и сопровождающим в Ассоциации Порт-Филлип при общении с аборигенами, но, в конечном итоге, потерял доверие обеих сторон. 
В конце 1837 года переехал в Хобарт на Тасманию, где сменил несколько профессий, включая охранника в тюрьме для женщин Cascades Female Factory с 1841 по 1850 годы. В 1840 году женился на Джулии Игерс, вдове, эмигрантке из Ирландии. С Бакли встречался тогдашний губернатор Тасмании Джон Франклин, известный путешественник, оказавший ему содействие в поисках работы.
В 1856 году, в возрасте 76 лет, погиб близ Хобарта в результате несчастного случая, выпав из собственной двуколки.
По мнению исследователей, с Уильямом Бакли, возможно, связан английский фразеологизм «Buckley’s chance» (рус. шанс Бакли), означающий очень маленькую вероятность. Его именем названа пещера Buckleys Cave в австралийском штате Виктория. По мотивам его приключений написан роман Алена Гарнера Strandloper и снят фильм «Buckley’s Chance».

## Записки
В Хобарте Бакли подружился с издателем местной газеты Джоном Морганом, записавшим и литературно обработавшим рассказ о его жизни среди аборигенов, а в 1852 году издавшим его в виде отдельной книги под заглавием:
«The Life and Adventures of William Buckley, by John Morgan», Tasmania, 1852.
Бесхитростное и откровенное повествование Бакли содержало в себе, с одной стороны, немало интересных этнографических подробностей, объективных и непредвзятых характеристик коренных австралийцев, а с другой — значительное количество фактологических ошибок и географических неточностей.

## Публикации
- Бакли Уильям. «Австралийский Робинзон» (Жизнь и приключения Уильяма Бакли, рассказанные Джоном Морганом) / Пер. с англ. Р. М. Солодовник. Под ред. С. А. Токарева. — М.: Наука, Главная редакция восточной лит-ры, 1966. — 104 с.